# Ewa – Ein Mädchen aus Witunia
Ewa – Ein Mädchen aus Witunia ist ein Dokumentarfilm des DEFA-Studios für Kurzfilme von Harry Hornig und Günter Jordan aus dem Jahr 1973.

## Handlung
Auf dem Bahnhof von Bydgoszcz wird Ewa von ihrer Freundin am Zug verabschiedet, denn sie fährt wieder zurück nach Berlin in die DDR, wo sie im Kabelwerk Oberspree seit dem Herbst 1971 als Vertragsarbeiterin beschäftigt ist. Sie ist Polin und arbeitet mit 23 weiteren polnischen Kolleginnen an der Seite der deutschen Mitarbeiterinnen in einer Abteilung, die Drähte für Großtransformatoren isoliert.
Die polnischen Mädchen werden mit der Kamera zum Feierabend auf ihrer Fahrt mit der Straßenbahn in ihr Berliner Zuhause begleitet und wie sie in der Kaufhalle einkaufen gehen. Neun Mädchen sind in dem Wohnheim in einer Dreiraum-Neubauwohnung untergebracht, jeweils drei in einem Zimmer. Die Zimmer sind mit Typenmöbeln ausgestattet und in der Küche, die für alle da ist, essen sie gemeinsam Abendbrot.
Während einer Arbeitsbesprechung erklärt ihnen Meister Johannes, dessen Worte in die polnische Sprache übersetzt werden, dass Maschinenausfallzeiten exakt erfasst werden müssen, damit sie ihnen nicht von ihrer Leistung abgezogen werden können. Wichtig ist auch, dass ihnen die Maschineneinrichter erklären, was die Stillstandzeiten verursacht. Ewa betont, bei Nachfragen diesbezüglich keine ergiebigen Antworten zu bekommen. Teresa spricht dann ein heißes Eisen an: Es gibt dicke und dünnere Drähte, die sich leichter verarbeiten lassen, die aber nur die deutschen Kolleginnen zum Verarbeiten bekommen. Da scheint so manches nicht im rechten Lot und Meister Johannes ist etwas ratlos.
Eines Tages trifft im KWO die Nachricht ein, dass bei einem Test mit einem 400-kV-Großtransformator ein Schaden von 300.000 Mark entstanden ist. Die Ursache kann ein Materialfehler oder auch ein Qualitätsmangel in der Fertigung der Drähte sein. Die polnischen Arbeiterinnen suchen den Fehler bei sich, während die deutschen Arbeiter nicht so selbstkritisch mit der Angelegenheit umgehen. Ewas erste Reaktion war ein Zeichen für vergitterte Fenster, durch die sie in Zukunft sehen muss. Während sich ihre Kolleginnen auf einem Faschingsfest im Betrieb vergnügen, steht sie dem Filmteam im Wohnheim Rede und Antwort zu dem Thema, da sie wegen Krankheit nicht an dem Fest teilnehmen kann. Der im Transformator eingesetzte Draht wurde auf ihren Maschinen von zwei Polinnen und zwei Deutschen im Team hergestellt und sie hörte einen der Deutschen sagen, dass er seine Arbeit bestimmt gut gemacht hat, was ihr wehtut. Sie kennt diese Arbeit bereits aus Polen, weshalb ihr hier diese Aufgabe übertragen wurde und sie will sich auch in Zukunft nicht vor der Verantwortung drücken, obwohl sie bereits mit dem Gedanken gespielt hat. Der Untersuchungsbericht aus dem Transformatorenwerk ergibt, dass die Wickelfabrik den Schaden am Transformator nicht verursacht hat.
Eine kleine deutsche Delegation mit dem Meister Johannes fährt in den polnischen Partnerbetrieb nach Bydgoszcz, wo auch Ewa bereits gearbeitet hat. Auf der Rückreise stellt er fest, dass er während dieser Reise sehr viel gelernt hat, vor allen Dingen über das Verhältnis zwischen Polen und Deutschen. Die Arbeitsatmosphäre in der Wickelfabrik verbessert sich danach zusehends.

## Produktion
Ewa – Ein Mädchen aus Witunia wurde von der Künstlerischen Arbeitsgruppe „dokument“ als Schwarzweißfilm gedreht und hatte seine Premiere am 30. März 1973.
Die Dramaturgie lag in den Händen von Siegfried Hanusch. Die Texte stammen von Rolf Liebmann und Siegfried Hanusch. Die Dreharbeiten erfolgten im Berliner Kabelwerk Oberspree und in der Wilhelminenhofstraße.

## Auszeichnungen
- Staatliches Prädikat: Besonders wertvoll